# Belvedere (Genova)
Belvedere (Bervei in ligure) è un quartiere del comune di Genova ed una delle unità urbanistiche che compongono la circoscrizione di Sampierdarena. Fa parte del Municipio II Centro Ovest. La collina su cui sorge (altitudine: 129 m slm) si affaccia sul versante sinistro della Val Polcevera e sul sottostante abitato di Sampierdarena.
(Goffredo Casalis, "Dizionario geografico, storico, statistico e commerciale degli stati di S.M. il Re di Sardegna", 1849)
Gli antichi genovesi denominarono questa località Belovidere per la folta vegetazione e per la presenza di numerose ville e giardini patrizi che a partire dal XV secolo molte famiglie nobili di Genova vi avevano costruito come loro residenze di campagna.
Il toponimo, di derivazione intuitiva, fa riferimento al panorama che si gode da questa collina, che insieme a quella di Coronata, sul versante opposto della valle, segna la fine della Valpolcevera.
Il panorama spazia dal monte di Portofino a Capo Mele, con ampia vista sulla Valpolcevera, facendo della collina un luogo strategico, caratteristica che nell'Ottocento ne ha determinato la militarizzazione, con la costruzione di fortificazioni che hanno stravolto e sacrificato l'abitato.

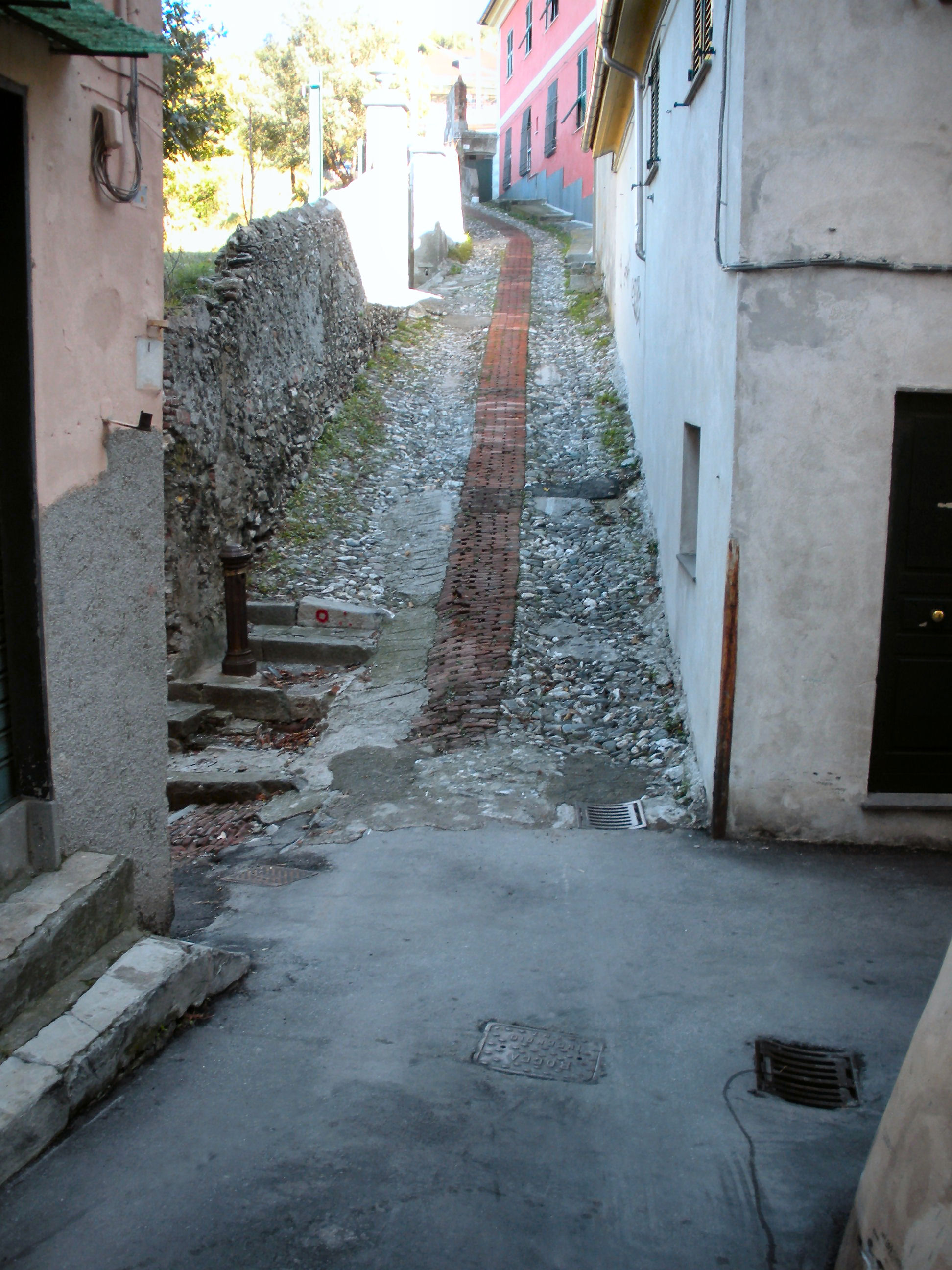
Il crocevia della Crocetta

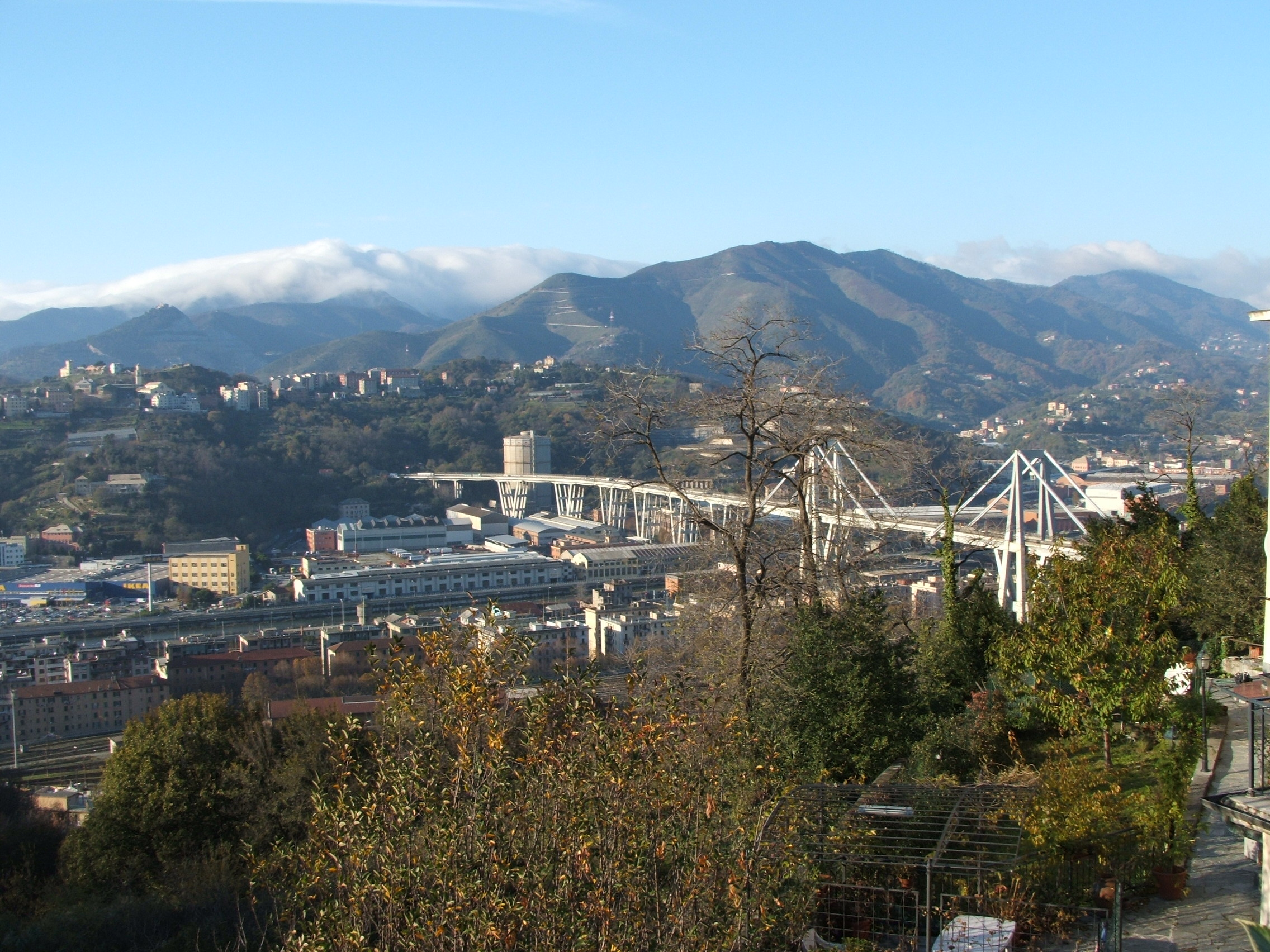
La Val Polcevera vista da Belvedere (in primo piano il ponte "Morandi" dell'autostrada A10)

A poca distanza da Belvedere si trova la località detta Crocetta (in ligure Croxetta de Bervei), il cui nome fa riferimento all'incrocio tra due antiche strade, quella che da Sampierdarena, superato Belvedere, proseguiva a mezza costa per l'alta Valpolcevera e quella che da Genova (quartiere di San Teodoro) conduceva a ponente passando per il Campasso (altro rione sampierdarenese nella bassa Valpolcevera).
Questo incrocio, anche se non più frequentato dai viaggiatori, è ancor oggi riconoscibile e ben delimitato da antiche case. Per secoli importante luogo di transito, fino all'apertura delle prime strade di fondovalle, anche questo borgo ospitò case di villeggiatura di ricche famiglie genovesi e nell'Ottocento subì anch'esso i disagi causati dalla presenza del vicino Forte Crocetta, costruito poco più a monte del citato quadrivio sulla struttura del soppresso convento agostiniano del S.S. Crocefisso, con annessa chiesa, risalente ai primi anni del Seicento.

## Monumenti e luoghi d'interesse

### Santuario di Nostra Signora di Belvedere

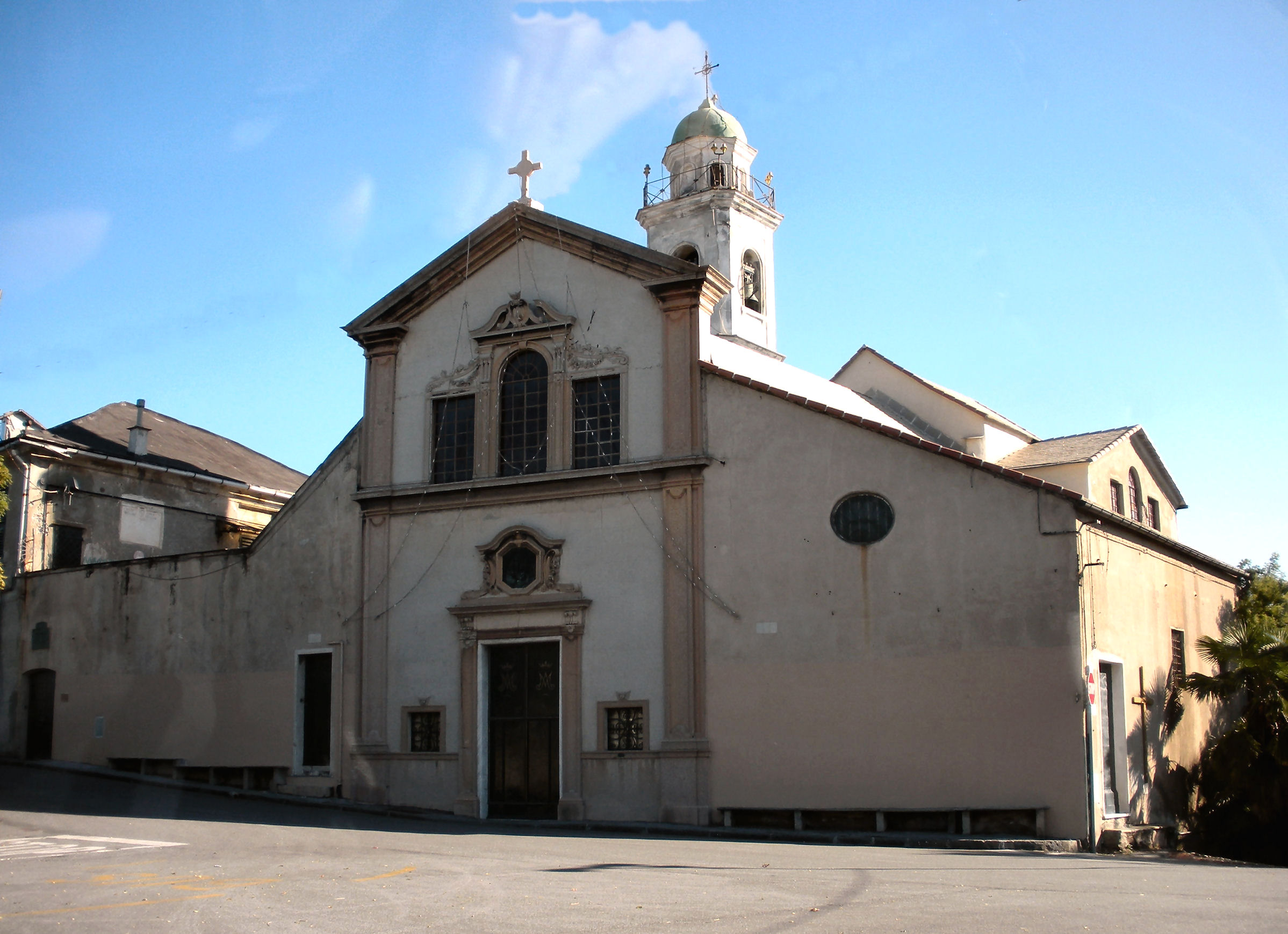
Chiesa della Natività di Maria SS. (Santuario di Belvedere)

Sulla piazza principale, in posizione dominante sull'abitato di Sampierdarena, sorge il Santuario di Nostra Signora di Belvedere, la cui prima edificazione risale alla fine del XIII secolo come cappella dell'annesso convento delle monache agostiniane. La chiesa, citata per la prima volta in un documento del 1285, è composta da un'unica navata ed ha subito nel tempo una serie di rifacimenti. Nel 1665 è stata completamente rifatta ed arricchita dei due altari laterali. Le pareti sono ornate da pregevoli tele e dipinti.
Nel 1351 alle monache agostiniane subentrarono i frati dello stesso ordine che, salvo un'interruzione dal 1409 al 1472, vi rimasero fino alla soppressione napoleonica del 1800.
Nel 1819 la chiesa rischiò di essere demolita per far spazio alle fortificazioni volute dal governo sabaudo, provvedimento poi rientrato. La chiesa fu riaperta nel 1821, sotto la custodia di preti diocesani. Fu eretta in parrocchia dal 1931 (con decreto del 24 dicembre 1930) dal cardinale Carlo Dalmazio Minoretti, arcivescovo di Genova.
La festa patronale viene celebrata nella solennità della Natività di Maria, l'8 settembre.

### Fortificazioni
Caratterizza il paesaggio di Belvedere anche la presenza di diverse fortificazioni (vedi anche Mura di Genova), costruite tra il 1815 e il 1830.
Già durante gli assedi austriaci del 1746-1747 e del 1800 sull'altura di Belvedere erano state approntate delle postazioni difensive. Vista l'importanza strategica della collina, a partire dal 1815, dopo l'annessione della Liguria al Regno di Sardegna, stabilita dal Congresso di Vienna, furono erette dal governo sabaudo due nuove fortificazioni che avevano lo scopo di difendere le mura principali di Genova:

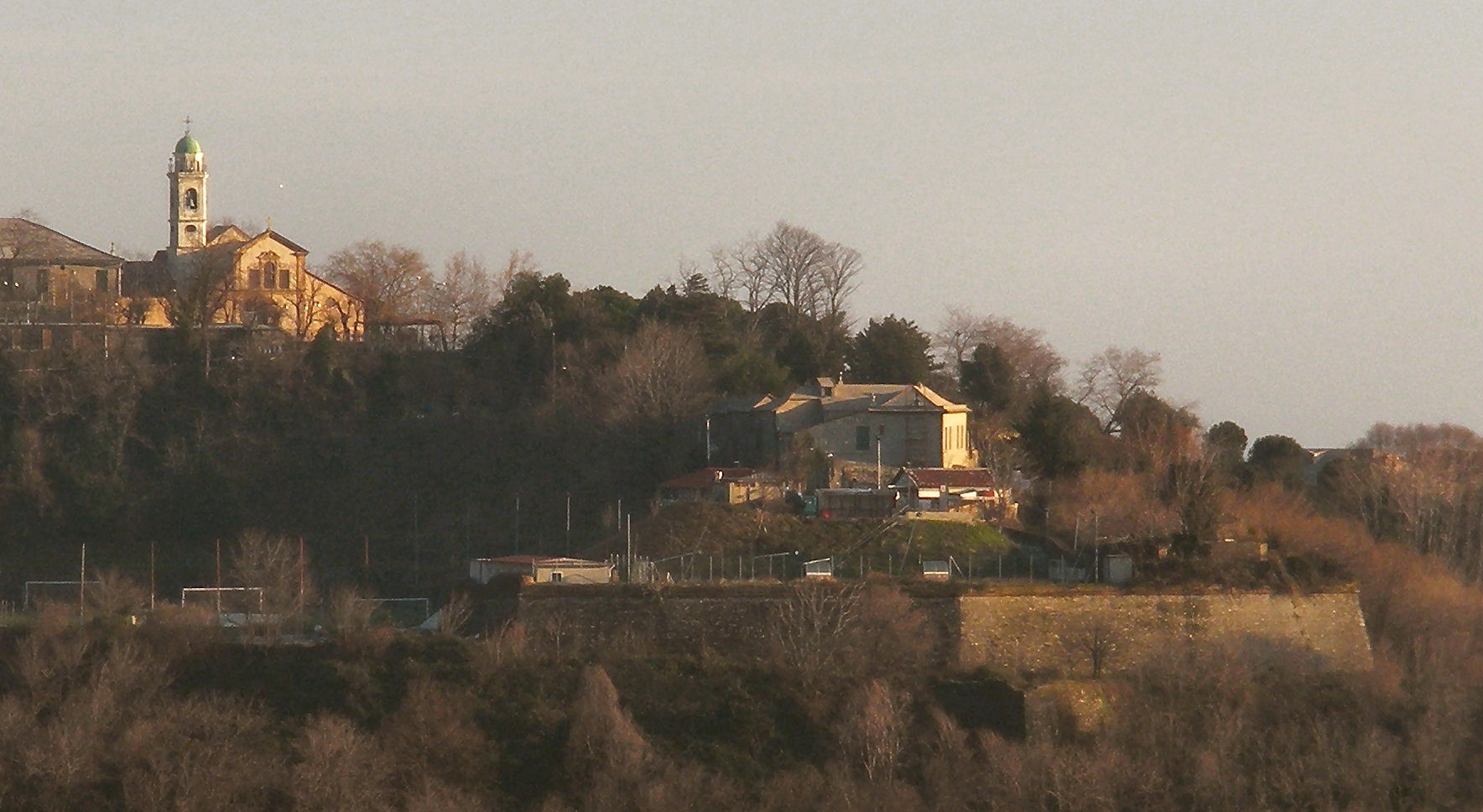
I resti del forte Belvedere

- Forte Belvedere, la cui struttura costituisce oggi il terrapieno del campo sportivo M. Morgavi; per la sua realizzazione furono demolite diverse case ed anche la chiesa rischiò di essere abbattuta. Alla fine dell'Ottocento, venute meno le motivazioni strategiche che avevano portato alla sua edificazione, fu trasformato in una batteria a difesa del porto di Genova. Nel 1938 vi fu collocata una batteria contraerea. Dopo l'armistizio dell'8 settembre 1943 fu occupato dai soldati tedeschi che lo tennero fino al termine del conflitto. Nel dopoguerra, dismesso dal demanio militare, fu ceduto a privati. Come detto, dagli anni settanta sulla sua struttura sorge il campo sportivo Morgavi.

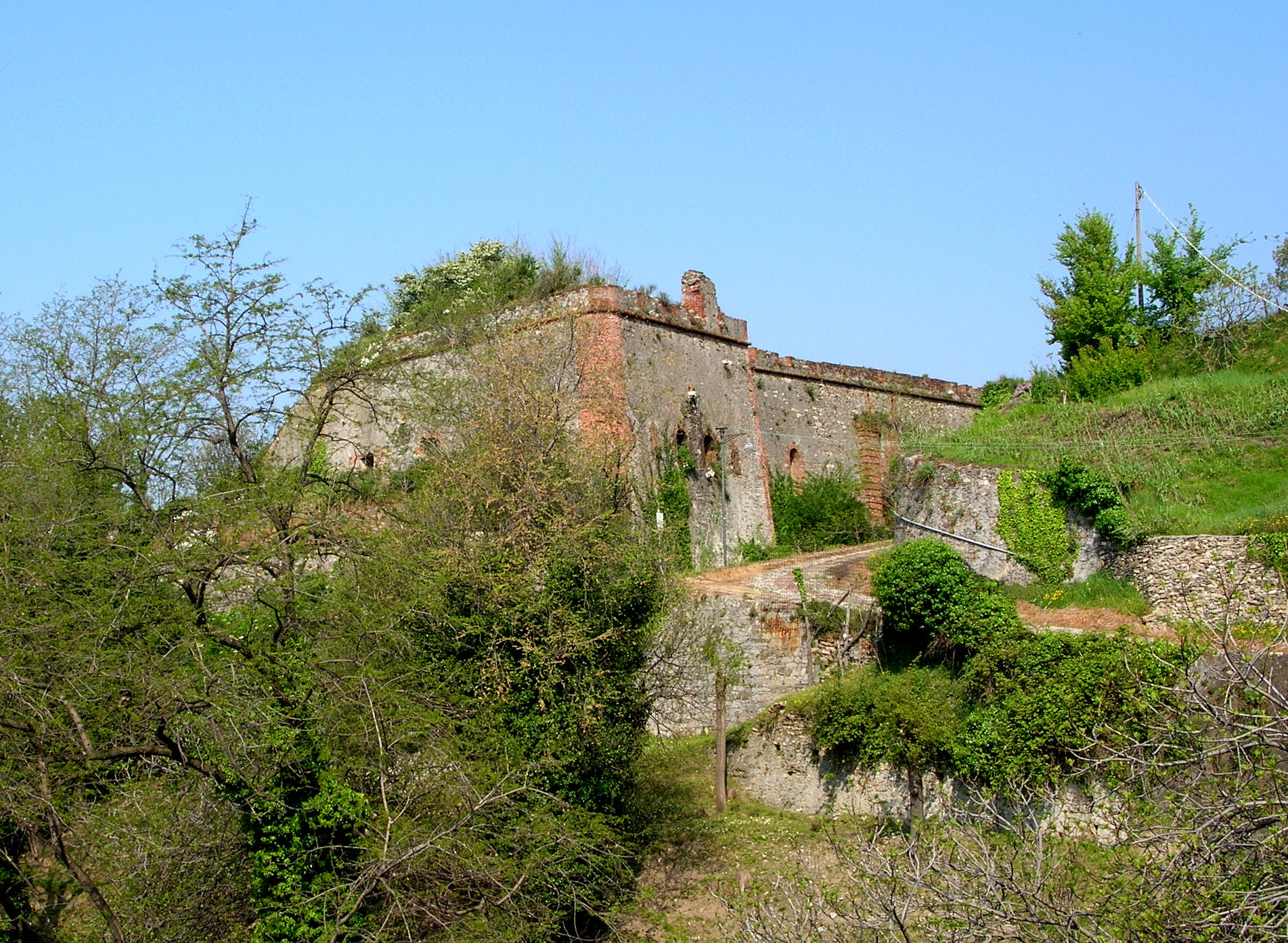
Forte Crocetta

- Forte Crocetta, sovrastato dall'imponente Forte Tenaglia (che fa parte delle mura secentesche di Genova, anch'esso ampliato tra il 1815 e il 1830), fu costruito poco a monte di Belvedere, presso il borgo della Crocetta, sull'area già occupata dal secentesco convento degli Agostiniani e dall'annessa chiesa del Santissimo Crocefisso. L'edificio religioso fu demolito nel 1818. La costruzione del forte, dopo una modifica di progetto intervenuta nel corso dei lavori, si concluse nel 1830. Dismesso dal demanio militare nel 1914, a varie riprese fu abitato fino al 1961. Oggi è chiuso e in stato di abbandono.